# A Portuguesa de Nápoles
A Portuguesa de Nápoles é um filme mudo português de drama e ficção histórica, realizado por Henrique Costa em 1931. Baseado no romance "As Duas Flores de Sangue" (1875) de Manuel Pinheiro Chagas, retrata, apesar de forma floreada, os eventos verídicos que findaram tragicamente a vida da portuguesa revolucionária Leonor da Fonseca Pimentel (1752-1799) após a queda da República Napolitana em 1799.
Foi o primeiro e único filme que Henrique Costa realizou, assim como o filme de estreia do ator português Barreto Poeira, cuja carreira cinematográfica contou com mais de 30 participações.

## Sinopse
Durante o reinado de Fernando IV de Bourbon, com a chegada da notícia da Revolução Francesa e da morte de Maria Antonieta, irmã da rainha Maria Carolina, a nobre portuguesa Leonor da Fonseca Pimentel torna-se suspeita de ter aderido à causa jacobina ao realizar em sua casa vários encontros e saraus com vários membros da alta sociedade e artistas de renome, onde discute e defende os ideais da "Liberdade, Igualdade e Fraternidade", sendo pouco depois presa pelos espiões da Junta do Estado. Libertada quando as tropas de Napoleão Bonaparte invadem a cidade, Leonor abandona o seu estatuto de aristocrata e adere à revolução republicana, tomando um importante papel na formação da República Napolitana, até esta se render às forças aliadas da família real meses depois. Presa novamente, Leonor enfrenta um julgamento impiedoso e é condenada à morte na forca, tornando-se numa das mais conhecidas mártires revolucionárias de Nápoles.

## Elenco
- Maria do Céu Foz (Leonor da Fonseca Pimentel)[8]
- António Pinheiro (Pasquale de Simone, o espião)
- Heloísa Clara (amiga de Leonor)
- Barreto Poeira (juiz speciale)
- Vítor Cruz (juiz)
- Jaime Ferreira (Mário)
- João Sabino (Miguel, o louco)
- Rafael Alves (pintor)
- Joaquim Pimentel (oficial da guarda)
- Élia Rey
- Duarte Costa
- Francisco Sena
- Mário Ferreira
- Campos Pereira
- Júlio Costa

## Produção
Henrique Costa estreou-se na indústria cinematográfica no ano de 1931, tomando como inspiração o romance "As Duas Flores de Sangue" de Manuel Pinheiro Chagas, para contar a história da revolucionária portuguesa Leonor da Fonseca Pimentel. Com poucos meios financeiros e sem um forte apoio do estúdio para realizar um filme de época a rigor, contando somente como décors um palco ao ar livre e uma sala dentro de um palácio quase devoluto, em Sintra, a obra transformou-se num esforço de amor, tendo sido realizado de forma semi-amadora e consoante o tempo que este podia dispor, dividindo as filmagens com a sua vida profissional, sendo antiquário de profissão e tradutor e dramaturgo nos tempos livres, para além de o autor de "Terra Mater" (1926) e "Prosas Estranhas" (1927).
Frequentador do teatro nacional, conseguiu no entanto atrair para o elenco da sua produção membros da companhia teatral do Coliseu dos Recreios, como a cantora lírica Maria do Céu Foz, várias bailarinas do Conservatório Nacional de Lisboa ou ainda atores conhecidos do grande público, como António Pinheiro e Alves da Cunha. Após este último ter desistido do filme devido a conflitos de agenda, Henrique Costa convidou o então ator amador Barreto Poeira para participar no filme, tornando-se "A Portuguesa de Nápoles" o seu filme de estreia.
Estreando a 15 de junho desse mesmo ano, no Cinema Odeón, em Lisboa, três dias antes da estreia do filme "A Severa" de José Leitão de Barros, sendo este o primeiro filme sonoro produzido em Portugal e realizado por um português, o seu filme englobou o grupo de últimos filmes portugueses a serem realizados sem som, ao lado de "A Lenda de Miragaia" (1931) de Raul Faria da Fonseca e António Cunhal, "Tragédia Rústica" (1931) de Alves da Cunha, "Nua" (1931) de Maurice Mariaud e "Toureiros por Amor" (1930) de Alexandre Amores.